# Кузьмин, Михаил Михайлович
Михаил Михайлович Кузьми́н (5 марта 1918 года, пос. Ларионовский, Тобольская губерния — 13 сентября 1996 года, Омск) — старшина Рабоче-крестьянской Красной Армии, участник Великой Отечественной войны, Герой Советского Союза (1943).

## Биография
Родился 5 марта 1918 года в переселенческом посёлке Ларионовском Ново-Ягодинской волости Тарского уезда Тобольской губернии. После окончания лесохимической школы и четырёх курсов Томского мукомольно-элеваторного института работал в пункте конторы «Заготзерно», старшим госхлебинспектором в Омске.
В октябре 1941 года был призван на службу в Рабоче-крестьянскую Красную Армию. С марта 1943 года — на фронтах Великой Отечественной войны.
К октябрю 1943 года гвардии сержант М. Кузьмин был наводчиком орудия 5-го гвардейского воздушно-десантного артиллерийского полка 10-й гвардейской воздушно-десантной дивизии 37-й армии Степного фронта. Отличился во время битвы за Днепр. 1 октября 1943 года его расчёт переправился через Днепр в районе села Переволочна (ныне — Светлогорское Кобелякского района Полтавской области Украинской ССР и в течение двух последующих недель отражал немецкие контратаки на плацдарме на западном берегу реки. В тех боях М. Кузьмин нанёс противнику большие потери в боевой технике и живой силе.
Указом Президиума Верховного Совета СССР от 20 декабря 1943 года гвардии сержант Михаил Кузьмин был удостоен высокого звания Героя Советского Союза с вручением ордена Ленина и медали «Золотая Звезда».
После окончания войны в звании был демобилизован в звании старшины. Проживал сначала в деревне Михайловка Тарского района Омской области, находился на партийной работе. Позднее переехал в Омск.
Умер 13 сентября 1996 года. Был также награждён орденами Отечественной войны 1-й степени и «Знак Почёта», рядом медалей. Похоронен на Старо-Севером кладбище.